# モナリザ・ツインズ
モナリザ・ツインズ（英: MonaLisa Twins） は、リバプールを本拠地とする双子の姉妹による二人組ロック・バンド。
ビートルズをはじめとする1960年代のバンドの曲をカバーした動画を、YouTubeで発表することで知られている。それらの曲の多くはアルバムとしても発表されており、またオリジナル曲を収録したアルバムも発表している。

## 概要
バンド・メンバーは一卵性双生児のモナ・ワグナーとリサ・ワグナー（1994年6月16日 - ）で、それぞれ、リズム・ギター、パーカッション、ハモニカとリード・ギター、ウクレレ、チェロを担当している。2人はオーストリア・ウィーン生まれで、2015年にリバプールに移住するまでは家族とともにそこに住んでいた。彼女たちの父親のルディ・ワグナーはベースやピアノを演奏し、また家族の音楽スタジオで曲の共同制作、編曲、およびプロデュースを行っている 。
彼女たちはスティーヴ・ハーレイ&コックニー・レベルとイギリスでライブ・ツアーを行い、またアメリカのシンガーソングライターであるジョン・セバスチャン (英語版) と共にグラストンベリー・フェスティバルに出演した。またビートルズが活動初期に演奏していたことで知られるキャヴァーン・クラブに2年間出演した 。

## ディスコグラフィ

### アルバム
- MonaLisa & Band Live in Concert (2007年)
- When We're Together (2012年)
- MonaLisa Twins play Beatles & more (2014年)
- Orange (2017年)
- MonaLisa Twins play Beatles & more Vol. 2 (2018年)
- MonaLisa Twins play Beatles & more Vol. 3 (2018年)
- Christmas (2019年)
- The Duo Sessions (2020年)
- Live at The Cavern Club (2020年)
- Why? (2022年)

### EP
- California Dreaming (2008年)